# Zlatko Mateša
Zlatko Mateša, hrvaški politik, * 17. junij 1949, Zagreb, LR Hrvaška, SFRJ.
Hrvaški premier je bil od leta 1995 do 2000. Član Hrvaške demokratske zveze, Mateša je trenutno predsednik hrvaškega olimpijskega Odbora in častnega konzula Mongolije na Hrvaškem.
Mateša se je rodil in odraščal v Zagrebu, takrat FNRJ, in leta 1974 diplomirala na univerzi v Zagrebu. V Ini je delal od leta 1978, kjer je napredoval na mesto pomočnika direktorja. Bil je prijatelj z Nikico Valentićem, Mladenom Vedrišem in Franjo Gregurićem.
Leta 1990 je vstopil v politiko in skupaj z omenjeno skupino postal visoki član HDZ. Predsednik Franjo Tuđman ga je 4. novembra 1995 imenoval za šestega predsednika vlade. Mateše je morda najbolj znan po uvedbi davka na dodano vrednost, ki je izviral iz prejšnje vlade, preden je začela veljati od leta 1996 pod Matešino vlado. Leta 1998 je bila davčna stopnja za vse izdelke določena na 22%. Minister za finance v kabinetu Zlatka Mateše je bil Borislav Škegro.
Na hrvaških parlamentarnih volitvah leta 2000 je bil izvoljen v Sabor in služboval do konca leta 2003.
Od leta 2002 je Mateša predsednik Hrvaškega olimpijskega komiteja (HOO). Leta 2009 je Mateša doktoriral stopnjo na Pekinški športni univerzi.